# Issa Rae
Jo-Issa Rae Diop (Los Ángeles, California, 12 de enero de 1985), conocida como Issa Rae, es una actriz, escritora y productora estadounidense. Rae llamó la atención por primera vez por su trabajo en la serie web de YouTube, Awkward Black Girl. Desde 2011, Rae ha seguido desarrollando su canal de YouTube, que presenta varios cortometrajes, series web y otro contenido creado por personas negras.
Rae ha logrado un mayor reconocimiento como cocreadora, coescritora y estrella de la serie de televisión de HBO, Insecure (2016-presente), por la que ha sido nominada a múltiples premios Globos de Oro y Primetime Emmy. Sus memorias de 2015, tituladas The Misadventures of Awkward Black Girl, se convirtieron en un éxito de ventas del New York Times. En 2018, Rae fue incluida en la lista anual, Time 100 de las personas más influyentes del mundo.
Rae también ha protagonizado películas, con roles en el drama, The Hate U Give (2018), la comedia de fantasía, Little (2019), el romance, The Photograph (2020) y la comedia romántica, The Lovebirds (2020).

## Primeros años
Jo-Issa Rae Diop nació en Los Ángeles, California. Su padre, Abdoulaye Diop, es pediatra y neonatólogo de Senegal, y su madre, Delyna Diop (de soltera Hayward), es profesora de Luisiana. Sus padres se conocieron en Francia, cuando ambos estaban en la escuela. Tiene cuatro hermanos. Su padre tiene una práctica médica en Inglewood, California.
La familia vivió en Dakar, Senegal, durante un breve período durante su infancia. Se crio principalmente en Potomac, Maryland, donde creció con "cosas que no se consideran "negras", como el equipo de natación y el hockey callejero y las cenas de Pascua con mejores amigos judíos". Cuando Diop estaba en sexto grado, su familia se mudó al próspero vecindario View Park-Windsor Hills de Los Ángeles, donde asistió a una escuela secundaria predominantemente negra. Diop se graduó de la Escuela secundaria de medicina y ciencia King Drew Magnet, donde comenzó a actuar. Sus padres se divorciaron cuando ella estaba en la escuela secundaria. Diop habla francés con fluidez.
En 2007, Diop se graduó de la Universidad de Stanford con una Licenciatura en Estudios Africanos y Afroamericanos. Como estudiante universitaria, hizo videos musicales, escribió y dirigió obras de teatro y creó una serie de realidad simulada llamada, Dorm Diaries para divertirse. En Stanford, Diop conoció a Tracy Oliver, quien ayudó a producir Awkward Black Girl y protagonizó el programa como Nina.
Después de la universidad, Diop recibió una beca de teatro en The Public Theatre en la ciudad de Nueva York. Oliver y Diop comenzaron a tomar clases juntas en la Escuela de Cine de Nueva York. Diop tuvo trabajos ocasionales y en un momento tuvo problemas para decidir entre la escuela de negocios y la escuela de derecho, pero finalmente abandonó ambas ideas cuando Awkward Black Girl comenzó a despegar en 2011.

## Carrera

### Awkward Black Girl
La serie web de Rae, Awkward Black Girl, estrenó en YouTube en 2011. El programa sigue la vida de J (interpretado por Rae) mientras interactúa con compañeros de trabajo e intereses amorosos que la colocan en situaciones incómodas. La historia se cuenta a través de una narración en primera persona, ya que J generalmente revela cómo se siente acerca de sus circunstancias a través de una voz en off o una secuencia de sueños.
La serie finalmente se volvió viral a través del boca a boca, publicaciones en blogs y redes sociales, lo que resultó en una cobertura y atención de los medios de comunicación. En un esfuerzo por financiar el resto de la primera temporada, Rae y la productora Tracy Oliver decidieron recaudar dinero para la serie a través de Kickstarter. El 11 de agosto de 2011 recibieron $56,269 de 1,960 donaciones y lanzaron el resto de la primera temporada en el canal de YouTube de Rae.
Rae finalmente se asoció con Pharrell y estrenó la segunda temporada de la serie en su canal de YouTube, iamOTHER. Rae también comenzó a publicar otro contenido en su canal original, predominantemente creado y protagonizado por personas de color.
En 2013, Awkward Black Girl ganó un premio Shorty al Mejor Programa Web. Rae creó Awkward Black Girl porque sentía que los estereotipos de Hollywood sobre las mujeres afroamericanas eran limitantes y no podía identificarse con ellos:
Siempre he tenido un problema con la [suposición] de que las personas de color, y especialmente las personas negras, no son identificables. Sé que lo somos.
Al usar YouTube como su foro, Rae pudo tener autonomía de su trabajo porque escribe, filma, produce y edita la mayor parte de su trabajo. Los otros programas de Rae, Ratchet Piece Theatre, The "F" Word, Roomieloverfriends y The Choir, entre otros, también se centran en experiencias afroamericanas que a menudo no se retratan en los medios de comunicación.

### Insecure
En 2013, Rae comenzó a trabajar en un piloto de serie de comedia con Larry Wilmore, en la que protagonizaría. La serie, sobre las incómodas experiencias de una mujer afroamericana contemporánea, finalmente se tituló Insecure. HBO recogió el piloto a principios de 2015 y posteriormente recibió luz verde. Desde su lanzamiento en 2016, la serie ha recibido elogios de la crítica; Eric Deggans de NPR escribió que "Rae ha producido una serie que se siente revolucionaria con solo burlarse de la vida de una mujer negra promedio de veintitantos años".
En 2017, el American Film Institute seleccionó Insecure como uno de los 10 mejores programas de televisión del año. Por su trabajo como actriz en el programa, Rae ha recibido dos nominaciones al Globo de Oro a la mejor actriz de serie de televisión - Comedia o musical en 2017 y 2018, así como una nominación al Premio Primetime Emmy a Mejor Actriz Principal en una Serie de Comedia en 2018.
En 2018, en la 77.ª edición anual de los premios Peabody, Insecure fue honrada por "crear una serie que captura de manera auténtica las vidas de los jóvenes negros de la sociedad moderna".
El 14 de noviembre de 2016, HBO renovó el programa para una segunda temporada. La segunda temporada se estrenó el 23 de julio de 2017. El 8 de agosto de 2017, se anunció que el programa se renovó para una tercera temporada, que se estrenó el 12 de agosto de 2018. La cuarta temporada se estrenó en HBO en 2020.

### The Photograph
Estrenada en 2020, sigue el viaje del personaje de Issa, Mae Morton, y el personaje de LaKeith Stanfield, Michael Block, mientras los dos buscan la historia de fondo de la madre de Mae. The New York Times mencionó esta película como "Una historia de amor descaradamente de la vieja escuela". The Empire dijo que "The Photogragh es un romance afroamericano que, en su mayor parte, se siente identificable y verdadero".

### The Lovebirds
Estrenada  en 2020, dirigido por Michael Showalter, Rae interpretó el papel de Leilani. La película fue protagonizada por Kumail Nanjani, quien interpretó a Jibran, el novio de Leilani. A lo largo de la película, la pareja lucha por mantener su relación y durante esta, se enfrentan a un accidentado asesinato.

### Otros trabajos
El primer libro de Rae, un libro de memorias titulado The Misadventures of Awkward Black Girl, fue lanzado en 2015 y se convirtió en un best-seller del New York Times. En el libro, narra su vida a través de una serie de anécdotas humorísticas y se sincera sobre su lucha personal por no encajar y por no ser considerada "lo suficientemente negra" a veces.
El 11 de octubre de 2019, Google anunció que Rae sería una voz adicional para el Asistente de Google. Los usuarios pueden hacer que el Asistente de Google hable con la voz de Rae diciendo "Ok Google, habla como Issa".
También en 2019, Issa Rae, a través de su sello discográfico recientemente lanzado «Raedio», se asoció con Atlantic Records para producir «Kinda Love» del cantante y rapero TeaMarrr.
En marzo de 2021, la productora de Rae, Hoorae, firmó un contrato de cine y televisión de cinco años con WarnerMedia. En junio de 2021, Issa Rae fue elegida para darle voz a Jessica Drew / Spider-Woman en la secuela de Spider-Man: Into the Spider-Verse (2018).

## Vida personal
El nombre de nacimiento de Rae, Jo-Issa, proviene de una combinación de los nombres de sus abuelas: Joyce e Isseu. Su segundo nombre, Rae, es después de una tía, que era artista.
Está comprometida con su novio de toda la vida, Louis Diame, un hombre de negocios senegalés. Issa Rae usó por primera vez su anillo de compromiso públicamente en la portada de la edición de abril de 2019 de la revista Essence.

### Activismo
Issa Rae ha utilizado su plataforma para llamar la atención sobre la violencia policial y la brutalidad contra los estadounidenses negros. Tras el tiroteo de la policía contra Alton Sterling en 2016, Rae recaudó $700,000 para Sterling Family Trust para ayudar a pagar a los niños de Sterling para asistir a la universidad.
Issa Rae es una gran defensora de los derechos civiles y los movimientos de derechos de las mujeres. Todo su trabajo tiene temas de igualdad y justicia social en todas partes y constituye una gran parte de sus narrativas. Trabaja en estrecha colaboración con organizaciones como ACLU, BLD PWR y Black Lives Matter.

## En los medios
En 2012, Rae fue incluida en la lista anual DE Forbes, 30 Under 30 en la sección de entretenimiento.
En mayo de 2015, Rae apareció en la portada de la edición Game Changers de la revista Essence, junto a Shonda Rhimes, Ava DuVernay, Debbie Allen, y Mara Brock Akil. Rae expresó su deseo de que más personas de color trabajen en la producción entre bastidores para tener un impacto duradero en la industria de la televisión.
En la alfombra roja de los premios Emmy 2017, Rae dijo a los periodistas: "Estoy apoyando a todos el que sea negro". La cita se volvió viral y apareció en camisetas y en la canción «Sue Me» del rapero Wale.

## Filmografía

### Cine
| Año  | Título                              | Rol                               | Productora ejecutiva | Notas        | Otros créditos |
| ---- | ----------------------------------- | --------------------------------- | -------------------- | ------------ | -------------- |
| 2014 | Hard Times                          | —                                 | Sí                   | Cortometraje |                |
| 2014 | Black Twitter Screening             | —                                 | No                   | Cortometraje | Escritora      |
| 2014 | Protect and Serve                   | Recluta de la policía             | Sí                   | Cortometraje |                |
| 2014 | A Bitter Lime                       | Jane Johnson                      | No                   |              |                |
| 2015 | Killing Lazarus                     | —                                 | productora           |              |                |
| 2018 | The Hate U Give                     | April Ofrah                       | No                   |              |                |
| 2019 | Little                              | April Williams                    | No                   |              |                |
| 2019 | Hair Love                           | Mamá (voz)                        | No                   | Cortometraje |                |
| 2020 | The Photograph                      | Mae Morton                        | No                   |              |                |
| 2020 | The Lovebirds                       | Leilani                           | Sí                   |              |                |
| 2022 | Vengeance                           | Eloise                            | No                   |              |                |
| 2023 | Spider-Man: Across the Spider-Verse | Jessica Drew / Spider-Woman (voz) | No                   |              |                |
| 2023 | Barbie                              | Barbie presidenta                 | No                   |              |                |
| 2023 | American Fiction                    | Sintara Golden                    | No                   |              |                |

### Televisión
| Año       | Título                   | Rol                       | Productora ejecutiva | Notas                                                                    | Otros créditos                                                                                       |
| --------- | ------------------------ | ------------------------- | -------------------- | ------------------------------------------------------------------------ | --- |
| 2011–2013 | Awkward Black Girl       | J                         | productora           | Elenco principal                                                         | Directora, escritora, 1 episodio: «The Sleepover» (2012); productora, 1 episodio: «The Check» (2013) |
| 2012      | M.O. Diaries             | —                         | Sí                   | Piloto de televisión                                                     | |
| 2012      | The Couple               | Lisa                      | No                   | Episodio: «Exes and Texts»                                               | |
| 2012–2013 | The Number               | Lisa                      | No                   | 6 episodios                                                              | |
| 2013      | How Men Become Dogs      | —                         | Sí                   | 9 episodios                                                              | |
| 2013      | True Friendship Society  | Mama Moth                 | No                   | Episodio: «Pilot Part Two»                                               | |
| 2013      | My Roommate the          | J                         | No                   | Episodio: «Awkward Black Girl»                                           | |
| 2013      | Instacurity              | Issa                      | No                   | 2 episodios: «The Birthday Party» y «Instacurity PSA»                    | |
| 2013      | Little Horribles         | Mejor amiga               | Sí                   | Productora ejecutiva, 3 episodios; actriz, 1 episodio: «Sexual Activity» | |
| 2013      | Inside Web Series        | —                         | Sí                   | Documental de televisión                                                 | |
| 2013      | Black Actress            | —                         | productora           |                                                                          | |
| 2013–2014 | Roomieloverfriends       | —                         | Sí                   | Productora ejecutiva, 4 episodios                                        | |
| 2013–2015 | The Choir                | —                         | Sí                   |                                                                          | Directora, 2 episodios: «Genesis», «New Blood»; escritora, 12 episodios                              |
| 2014      | So Jaded                 | —                         | Sí                   | Película de televisión                                                   | |
| 2014      | Words with Girls         | —                         | Sí                   | Película de televisión                                                   | |
| 2014      | Bleach                   | —                         | Sí                   | Película de televisión                                                   | |
| 2014      | Rubberhead               | Novia de boda 2           | No                   | Película de televisión; segmento: «Absorption»                           | |
| 2014–2015 | First                    | —                         | Sí                   | Coproductora ejecutiva, 10 episodios; coproductora, 1 episodio           | |
| 2015      | Get Your Life            | —                         | Sí                   |                                                                          | |
| 2016–2021 | Insecure                 | Issa Dee                  | Sí                   | Reparto principal                                                        | Creadora, escritora                                                                                  |
| 2018      | BoJack Horseman          | Dra. Indira (voz)         | No                   | 2 episodios                                                              | |
| 2019      | A Black Lady Sketch Show | —                         | Sí                   |                                                                          | |
| 2020      | Rap Sh*t                 |                           | Sí                   |                                                                          | Creadora, escritora                                                                                  |
| 2020      | Coastal Elites           | Callie Josephson          | No                   |                                                                          | |
| 2020      | Saturday Night Live      | Ella misma (presentadora) | No                   | Episodio: «Issa Rae/Justin Bieber»                                       | |
| 2022      | Roar                     | Wanda Sherpard            | No                   | Episodio: «The Woman Who Disappeared»                                    | |

### Vídeos musicales
| Año  | Canción         | Artista                  | Director(es)     | Rol          |
| ---- | --------------- | ------------------------ | ---------------- | ------------ |
| 2013 | «Happy»         | Pharrell Williams        | We Are from L.A. | Bailarina    |
| 2017 | «Moonlight»     | Jay-Z                    | Alan Yang        | Rachel Green |
| 2017 | «Spice Girl»    | Aminé                    | Aminé            | Novia        |
| 2018 | «Nice for What» | Drake                    | Karena Evans     | Ella misma   |
| 2019 | «Kinda Love»    | TeaMarrr                 | Child.           | Terapeuta    |
| 2020 | «Lights On»     | D Smoke, SiR             | Jack Begert      | Estríper     |
| 2020 | «Entrepreneur»  | Pharrell Williams, Jay-Z | Calmatic         | Ella misma   |

## Premios y nominaciones
| Año  | Premio                            | Categoría                                                            | Trabajo                  | Resultado | Ref.   |
| ---- | --------------------------------- | -------------------------------------------------------------------- | ------------------------ | --------- | ------ |
| 2017 | 74° Premios Globo de Oro de 2017  | Mejor actriz en una serie de comedia o musical                       | Insecure                 | Nominada  | [ 49 ] |
| 2017 | Premios NAACP Image               | Mejor actriz en una serie de comedia                                 | Insecure                 | Nominada  | [ 50 ] |
| 2017 | Premios NAACP Image               | Mejor guion en una serie de comedia                                  | Insecure                 | Nominada  | [ 50 ] |
| 2017 | Premios NAMIC Vision              | Mejor Actuación - Comedia                                            | Insecure                 | Ganadora  |        |
| 2017 | MTV Movie & TV Awards             | Next Generation                                                      | Insecure                 | Nominada  | [ 51 ] |
| 2017 | Premios TCA                       | Logro individual en comedia                                          | Insecure                 | Nominada  | [ 52 ] |
| 2017 | BET Awards                        | Mejor actriz                                                         | Insecure                 | Nominada  | [ 53 ] |
| 2017 | Premios Black Reel                | Mejor guion en una serie de comedia                                  | Insecure                 | Nominada  |        |
| 2017 | Premios Black Reel                | Mejor serie de comedia                                               | Insecure                 | Nominada  |        |
| 2017 | Premios Black Reel                | Mejor actriz en una serie de comedia                                 | Insecure                 | Ganadora  |        |
| 2018 | 75° Premios Globo de Oro de 2017  | Mejor actriz en una serie de comedia o musical                       | Insecure                 | Nominada  | [ 54 ] |
| 2018 | Premios Satellite                 | Mejor Actriz - Musical o Comedia                                     | Insecure                 | Ganadora  |        |
| 2018 | Premios NAACP Image               | Mejor actriz en una serie de comedia                                 | Insecure                 | Nominada  | [ 55 ] |
| 2018 | Premios NAACP Image               | Mejor guion en una serie de comedia                                  | Insecure                 | Nominada  | [ 55 ] |
| 2018 | Premios NAACP Image               | Artista del año                                                      | Ella misma               | Nominada  | [ 55 ] |
| 2018 | MTV Movie & TV Awards             | Mejor actuación en una serie                                         | Insecure                 | Nominada  | [ 56 ] |
| 2018 | BET Awards                        | Mejor Actriz                                                         | Insecure                 | Nominada  | [ 57 ] |
| 2018 | Premios Black Reel                | Mejor actriz en una serie de comedia                                 | Insecure                 | Ganadora  |        |
| 2018 | Premios Black Reel                | Mejor guion en una serie de comedia                                  | Insecure                 | Nominada  |        |
| 2018 | Premios Black Reel                | Mejor serie de comedia                                               | Insecure                 | Nominada  |        |
| 2018 | Primetime Emmy Awards             | Mejor actriz principal en una serie de comedia                       | Insecure                 | Nominada  | [ 58 ] |
| 2019 | Premios Satellite                 | Mejor Actriz - Musical o Comedia                                     | Insecure                 | Nominada  | [ 59 ] |
| 2019 | Critics' Choice Television Awards | Mejor actriz en serie de comedia                                     | Insecure                 | Nominada  | [ 60 ] |
| 2019 | Premios NAACP Image               | Mejor actriz en una serie de comedia                                 | Insecure                 | Nominada  | [ 61 ] |
| 2019 | Premios NAACP Image               | Mejor interpretación de voz en off de personajes (Televisión o Cine) | BoJack Horseman          | Nominada  | [ 61 ] |
| 2019 | Premios Black Reel                | Mejor actriz en una serie de comedia                                 | Insecure                 | Ganadora  |        |
| 2019 | Premios Black Reel                | Mejor guion en una serie de comedia                                  | Insecure                 | Nominada  |        |
| 2020 | BET Awards                        | Mejor actriz                                                         | Insecure                 | Ganadora  | [ 62 ] |
| 2020 | Premios TCA                       | Logro individual en comedia                                          | Insecure                 | Nominada  | [ 63 ] |
| 2020 | Premios Black Reel                | Mejor actriz en una serie de comedia                                 | Insecure                 | Ganadora  | [ 64 ] |
| 2020 | Premios Black Reel                | Mejor serie de comedia                                               | Insecure                 | Ganadores | [ 64 ] |
| 2020 | Premios Black Reel                | Mejor actriz invitada en una serie de comedia                        | A Black Lady Sketch Show | Nominada  | [ 64 ] |
| 2020 | Primetime Emmy Awards             | Mejor actriz principal en una serie de comedia                       | Insecure                 | Nominada  | [ 65 ] |
| 2020 | Primetime Emmy Awards             | Mejor serie de comedia                                               | Insecure                 | Nominada  | [ 65 ] |
| 2020 | Primetime Emmy Awards             | Mejor serie de comedia, variedades o música                          | A Black Lady Sketch Show | Nominados | [ 66 ] |
| 2021 | Critics' Choice Television Awards | Mejor actriz en serie de comedia                                     | Insecure                 | Nominada  | [ 67 ] |
| 2021 | MTV Movie & TV Awards             | Mejor Actuación Cómica                                               | Insecure                 | Nominada  | [ 68 ] |
| 2021 | Premios NAACP Image               | Mejor actriz en una película                                         | The Photograph           | Nominada  | [ 69 ] |
| 2021 | Premios NAACP Image               | Mejor actuación invitada en una serie de comedia o drama             | Saturday Night Live      | Nominada  | [ 69 ] |
| 2021 | Premios NAACP Image               | Mejor actriz en una serie de comedia                                 | Insecure                 | Nominada  | [ 69 ] |
| 2021 | Premios NAACP Image               | Mejor guion en una serie de comedia                                  | Insecure                 | Nominada  | [ 69 ] |
| 2021 | Premios Satellite                 | Mejor Actriz - Musical o Comedia                                     | Insecure                 | Nominada  | [ 70 ] |